# Chris Morgan (Fußballspieler)
Christopher Paul „Chris“ Morgan (* 9. November 1977 in Barnsley) ist ein ehemaliger englischer Fußballspieler. Er spielte zuletzt bei Sheffield United und trainiert seit 2012 dort das Reserve-Team.

## Karriere
Morgan begann seine professionelle Fußballkarriere 1998 in seiner Heimatstadt beim FC Barnsley. Er spielte sechs Saisons dort, darunter eine Saison in der Premier League, bevor er 2003 zu Sheffield United wechselte.
Morgan war ein kämpferischer zentraler Verteidiger, der in seiner ersten Saison bei Sheffield United von seinem Team zum Spieler des Jahres gewählt wurde und später zum Kapitän gewählt wurde. Im Oktober 2010 machte er sein letztes Spiel, bevor ihn eine Knieverletzung zum Aufhören zwang. In der folgenden Saison 2011/12 war er zwar noch als Spieler gemeldet, lief aber wegen der Verletzung nicht mehr auf.
Im Juli 2012 gab er seinen Rücktritt als Spieler bekannt.